# Snowboard-Weltcup 2023/24
Der Snowboard-Weltcup 2023/24 war eine von der FIS organisierte Wettkampfserie, die am 21. Oktober 2023 in Chur begann und am 24. März 2023 in Mont Sainte-Anne endete. Ausgetragen wurden Wettbewerbe in den Disziplinen Parallelslalom, Parallel-Riesenslalom, Snowboardcross, Halfpipe, Slopestyle und Big Air. Bei den Parallelrennen sowie beim Snowboardcross gab es zudem Wettkämpfe im Mixed-Team.

## Snowboard Alpin

### Männer

#### Weltcupwertungen
| Rang | Name                | Punkte |
| ---- | ------------------- | ------ |
| 1    | Benjamin Karl       | 626    |
| 2    | Andreas Prommegger  | 560    |
| 3    | Maurizio Bormolini  | 548    |
| 4    | Daniele Bagozza     | 508    |
| 5    | Lee Sang-ho         | 477    |
| 6    | Edwin Coratti       | 468    |
| 7    | Arvid Auner         | 456    |
| 8    | Fabian Obmann       | 421    |
| 9    | Roland Fischnaller  | 402    |
| 10   | Aaron March         | 376    |
| 11   | Žan Košir           | 300    |
| 12   | Radoslaw Jankow     | 271    |
| 13   | Tim Mastnak         | 268    |
| 14   | Mirko Felicetti     | 259    |
| 15   | Dominik Burgstaller | 256    |
| 16   | Alexander Payer     | 232    |
| 17   | Oskar Kwiatkowski   | 229    |
| 18   | Cody Winters        | 202    |
| 19   | Dario Caviezel      | 180    |
| 20   | Rok Marguč          | 165    |
| 21   | Stefan Baumeister   | 140    |
| 22   | Kim Sang-kyum       | 137    |
| 23   | Arnaud Gaudet       | 134    |
| 24   | Elias Huber         | 125    |
| 25   | Masaki Shiba        | 120    |
| 26   | Gian Casanova       | 115    |

| Rang | Name                      | Punkte |
| ---- | ------------------------- | ------ |
| 27   | Sebastian Kislinger       | 101    |
| 28   | Ben Heldman               | 87     |
| 29   | Aron Juritz               | 77     |
| 30   | Matthäus Pink             | 75     |
| 31   | Christoph Karner          | 52     |
| 32   | Michał Nowaczyk           | 49     |
| 33   | Ole-Mikkel Prantl         | 44     |
| 34   | Yannik Angenend           | 28     |
| 35   | Jules Lefebvre            | 18     |
| 36   | Mykhailo Kharuk           | 18     |
| 37   | Petar Gergyovski          | 17     |
| 38   | Michael Nazwaski          | 17     |
| 39   | Terwel Samfirow           | 15     |
| 40   | Krystof Minarik           | 12     |
| 41   | Ma Jun-ho                 | 9      |
| 42   | Justin Carpentier         | 7      |
| 43   | Dylan Udolf               | 6      |
| 44   | Jamie Behan               | 6      |
| 45   | Daichi Shimizu            | 6      |
| 46   | Alexander Krashniak       | 5      |
| 47   | Hong Seung-yeong          | 5      |
| 48   | Fabian Lantschner         | 2      |
| 49   | Richard Riley Kilmer-Choi | 2      |
| 50   | Ryusuke Shinohara         | 1      |
| 51   | Mike Santuari             | 1      |

| Rang | Name               | Punkte |
| ---- | ------------------ | ------ |
| 1    | Benjamin Karl      | 489    |
| 2    | Andreas Prommegger | 329    |
| 3    | Roland Fischnaller | 308    |
| 4    | Maurizio Bormolini | 304    |
| 5    | Edwin Coratti      | 257    |
| 6    | Daniele Bagozza    | 256    |
| 7    | Aaron March        | 247    |
| 8    | Fabian Obmann      | 246    |
| 9    | Tim Mastnak        | 222    |
| 10   | Arvid Auner        | 213    |

| Rang | Name               | Punkte |
| ---- | ------------------ | ------ |
| 1    | Lee Sang-ho        | 313    |
| 2    | Daniele Bagozza    | 252    |
| 3    | Maurizio Bormolini | 244    |
| 4    | Arvid Auner        | 243    |
| 5    | Andreas Prommegger | 231    |
| 6    | Edwin Coratti      | 211    |
| 7    | Cody Winters       | 196    |
| 8    | Radoslaw Jankow    | 180    |
| 9    | Fabian Obmann      | 175    |
| 10   | Benjamin Karl      | 137    |

#### Wettbewerbe
| Datum      | Ort               | Disziplin             | 1. Platz           | 2. Platz           | 3. Platz           |
| ---------- | ----------------- | --------------------- | ------------------ | ------------------ | ------------------ |
| 14.12.2023 | Carezza           | Parallel-Riesenslalom | Maurizio Bormolini | Edwin Coratti      | Benjamin Karl      |
| 16.12.2023 | Cortina d’Ampezzo | Parallel-Riesenslalom | Benjamin Karl      | Andreas Prommegger | Roland Fischnaller |
| 23.12.2023 | Davos             | Parallelslalom        | Daniele Bagozza    | Arvid Auner        | Edwin Coratti      |
| 13.01.2024 | Scuol             | Parallel-Riesenslalom | Benjamin Karl      | Tim Mastnak        | Andreas Prommegger |
| 16.01.2024 | Bad Gastein       | Parallelslalom        | Maurizio Bormolini | Arvid Auner        | Fabian Obmann      |
| 20.01.2024 | Pamporowo         | Parallelslalom        | Daniele Bagozza    | Edwin Coratti      | Radoslaw Jankow    |
| 21.01.2024 | Pamporowo         | Parallelslalom        | Lee Sang-ho        | Andreas Prommegger | Fabian Obmann      |
| 25.01.2024 | Rogla             | Parallel-Riesenslalom | Benjamin Karl      | Aaron March        | Mirko Felicetti    |
| 27.01.2024 | Simonhöhe         | Parallel-Riesenslalom | Daniele Bagozza    | Benjamin Karl      | Fabian Obmann      |
| 15.02.2024 | Craigleith        | Parallel-Riesenslalom | Abgesagt.          | Abgesagt.          | Abgesagt.          |
| 24.02.2024 | Krynica           | Parallel-Riesenslalom | Andreas Prommegger | Roland Fischnaller | Daniele Bagozza    |
| 25.02.2024 | Krynica           | Parallel-Riesenslalom | Arvid Auner        | Maurizio Bormolini | Alexander Payer    |
| 09.03.2024 | Winterberg        | Parallelslalom        | Lee Sang-ho        | Andreas Prommegger | Maurizio Bormolini |
| 16.03.2024 | Berchtesgaden     | Parallelslalom        | Abgesagt.          | Abgesagt.          | Abgesagt.          |

### Frauen

#### Weltcupwertungen
| Rang | Name                 | Punkte |
| ---- | -------------------- | ------ |
| 1    | Ramona Hofmeister    | 786    |
| 2    | Tsubaki Miki         | 639    |
| 3    | Sabine Schöffmann    | 638    |
| 4    | Lucia Dalmasso       | 580    |
| 5    | Julie Zogg           | 469    |
| 6    | Michelle Dekker      | 398    |
| 7    | Daniela Ulbing       | 383    |
| 8    | Zuzana Maděrová      | 353    |
| 9    | Jasmin Coratti       | 348    |
| 10   | Ladina Jenny         | 339    |
| 11   | Elisa Caffont        | 336    |
| 12   | Claudia Riegler      | 330    |
| 13   | Ester Ledecká        | 300    |
| 14   | Cheyenne Loch        | 297    |
| 15   | Melanie Hochreiter   | 281    |
| 16   | Gloria Kotnik        | 262    |
| 17   | Annamari Dantscha    | 219    |
| 18   | Jeong Hae-rim        | 206    |
| 19   | Iris Pflum           | 145    |
| 20   | Tomoka Takeuchi      | 117    |
| 21   | Larissa Gasser       | 96     |
| 22   | Kaylie Buck          | 86     |
| 23   | Maria Bukowska-Chyc  | 85     |
| 24   | Elisa Fava           | 80     |
| 25   | Weronika Dawidek     | 74     |
| 26   | Xenia von Siebenthal | 58     |
| 27   | Nadiia Hapatyn       | 54     |
| 28   | Miriam Weis          | 49     |
| 29   | Klara Sonkova        | 49     |
| 30   | Millie Bongiorno     | 48     |
| 31   | Aurelie Moisan       | 45     |

| Rang | Name                    | Punkte |
| ---- | ----------------------- | ------ |
| 32   | Carmen Kainz            | 38     |
| 33   | Olimpia Kwiatkowska     | 38     |
| 34   | Jessica Pichelkastner   | 37     |
| 35   | Nadya Ochner            | 36     |
| 36   | Kaiya Kizuka            | 33     |
| 37   | Laila Ursina Bätschi    | 27     |
| 38   | Jessica Keiser          | 24     |
| 39   | Gong Naiying            | 24     |
| 40   | Kong Binbin             | 22     |
| 41   | Flurina Neva Bätschi    | 20     |
| 42   | Teodora Pentcheva       | 20     |
| 43   | Salome Jansing          | 16     |
| 44   | Adela Keclikova         | 15     |
| 45   | Ricarda Hauser          | 14     |
| 46   | Martina Ankele          | 10     |
| 47   | Sofia Valle             | 10     |
| 48   | Megan Farrell           | 9      |
| 49   | Fabiana Fachin          | 9      |
| 50   | Noa Kanazawa            | 8      |
| 51   | Oleksandra Malovanna    | 8      |
| 52   | Weronika Biela-Nowaczyk | 7      |
| 53   | Ayana Koshisaka         | 7      |
| 54   | Abby van Groningen      | 6      |
| 55   | Natalia Stoklosa        | 5      |
| 56   | Dong Xue                | 3      |
| 57   | Hinano Oshima           | 3      |
| 58   | Cecelia Jones           | 2      |
| 58   | Mathilda Scheid         | 2      |
| 60   | Alexa Bullis            | 1      |
| 60   | Karolina Poltorak       | 1      |

| Rang | Name              | Punkte |
| ---- | ----------------- | ------ |
| 1    | Ramona Hofmeister | 429    |
| 2    | Tsubaki Miki      | 423    |
| 3    | Lucia Dalmasso    | 330    |
| 4    | Daniela Ulbing    | 322    |
| 5    | Sabine Schöffmann | 306    |
| 6    | Michelle Dekker   | 274    |
| 7    | Julie Zogg        | 257    |
| 8    | Elisa Caffont     | 247    |
| 9    | Claudia Riegler   | 224    |
| 10   | Ladina Jenny      | 222    |

| Rang | Name              | Punkte |
| ---- | ----------------- | ------ |
| 1    | Ramona Hofmeister | 357    |
| 2    | Sabine Schöffmann | 332    |
| 3    | Ester Ledecká     | 300    |
| 4    | Lucia Dalmasso    | 250    |
| 5    | Tsubaki Miki      | 216    |
| 6    | Julie Zogg        | 212    |
| 7    | Cheyenne Loch     | 148    |
| 8    | Jasmin Coratti    | 144    |
| 9    | Zuzana Maděrová   | 144    |
| 10   | Gloria Kotnik     | 130    |

#### Wettbewerbe
| Datum      | Ort               | Disziplin             | 1. Platz          | 2. Platz          | 3. Platz          |
| ---------- | ----------------- | --------------------- | ----------------- | ----------------- | ----------------- |
| 14.12.2023 | Carezza           | Parallel-Riesenslalom | Ramona Hofmeister | Daniela Ulbing    | Tsubaki Miki      |
| 16.12.2023 | Cortina d’Ampezzo | Parallel-Riesenslalom | Ramona Hofmeister | Lucia Dalmasso    | Sabine Schöffmann |
| 23.12.2023 | Davos             | Parallelslalom        | Ramona Hofmeister | Lucia Dalmasso    | Sabine Schöffmann |
| 13.01.2024 | Scuol             | Parallel-Riesenslalom | Lucia Dalmasso    | Jasmin Coratti    | Tsubaki Miki      |
| 16.01.2024 | Bad Gastein       | Parallelslalom        | Ramona Hofmeister | Sabine Schöffmann | Jasmin Coratti    |
| 20.01.2024 | Pamporowo         | Parallelslalom        | Ester Ledecká     | Ramona Hofmeister | Tsubaki Miki      |
| 21.01.2024 | Pamporowo         | Parallelslalom        | Ester Ledecká     | Sabine Schöffmann | Tsubaki Miki      |
| 25.01.2024 | Rogla             | Parallel-Riesenslalom | Tsubaki Miki      | Michelle Dekker   | Sabine Schöffmann |
| 27.01.2024 | Simonhöhe         | Parallel-Riesenslalom | Sabine Schöffmann | Zuzana Maděrová   | Elisa Caffont     |
| 15.02.2024 | Craigleith        | Parallel-Riesenslalom | Abgesagt.         | Abgesagt.         | Abgesagt.         |
| 24.02.2024 | Krynica           | Parallel-Riesenslalom | Ramona Hofmeister | Julie Zogg        | Michelle Dekker   |
| 25.02.2024 | Krynica           | Parallel-Riesenslalom | Tsubaki Miki      | Daniela Ulbing    | Ladina Jenny      |
| 09.03.2024 | Winterberg        | Parallelslalom        | Ester Ledecká     | Sabine Schöffmann | Lucia Dalmasso    |
| 16.03.2024 | Berchtesgaden     | Parallelslalom        | Abgesagt.         | Abgesagt.         | Abgesagt.         |

### Mixed-Team

#### Wettbewerbe
| Datum      | Ort           | Disziplin             | 1. Platz                                         | 2. Platz                                  | 3. Platz                                         |
| ---------- | ------------- | --------------------- | ------------------------------------------------ | ----------------------------------------- | ------------------------------------------------ |
| 17.01.2024 | Bad Gastein   | Parallelslalom        | Österreich IAndreas Prommegger Sabine Schöffmann | Italien IIIDaniele Bagozza Lucia Dalmasso | Deutschland IStefan Baumeister Ramona Hofmeister |
| 28.01.2024 | Simonhöhe     | Parallel-Riesenslalom | Österreich IAndreas Prommegger Sabine Schöffmann | Schweiz IIDario Caviezel Ladina Jenny     | Deutschland IElias Huber Ramona Hofmeister       |
| 16.02.2024 | Craigleith    | Parallel-Riesenslalom | Abgesagt.                                        | Abgesagt.                                 | Abgesagt.                                        |
| 10.03.2024 | Winterberg    | Parallelslalom        | Italien IIDaniele Bagozza Lucia Dalmasso         | Slowenien IŽan Košir Gloria Kotnik        | Italien IMaurizio Bormolini Elisa Caffont        |
| 17.03.2024 | Berchtesgaden | Parallelslalom        | Abgesagt.                                        | Abgesagt.                                 | Abgesagt.                                        |

## Snowboardcross

### Männer

#### Weltcupwertungen
| Rang | Name                | Punkte |
| ---- | ------------------- | ------ |
| 1    | Éliot Grondin       | 952    |
| 2    | Alessandro Hämmerle | 604    |
| 3    | Cameron Bolton      | 552    |
| 4    | Merlin Surget       | 383    |
| 5    | Omar Visintin       | 357    |
| 6    | Jakob Dusek         | 331    |
| 7    | Jake Vedder         | 326    |
| 8    | Kalle Koblet        | 321    |
| 9    | Julian Lüftner      | 298    |
| 10   | Julien Tomas        | 293    |
| 11   | Leon Ulbricht       | 289    |
| 12   | Adam Lambert        | 287    |
| 13   | Aïdan Chollet       | 280    |
| 14   | Loan Bozzolo        | 247    |
| 15   | Léo Le Blé Jaques   | 232    |
| 16   | Lucas Eguibar       | 227    |
| 17   | Nick Baumgartner    | 196    |
| 18   | Lorenzo Sommariva   | 181    |
| 19   | Evan Bichon         | 179    |
| 20   | Leon Beckhaus       | 178    |
| 21   | Liam Moffatt        | 155    |
| 22   | Cody Winters        | 152    |
| 23   | Glenn de Blois      | 152    |
| 24   | Tommaso Leoni       | 148    |
| 25   | Paul Berg           | 139    |
| 26   | Krystof Choura      | 138    |
| 27   | Senna Leith         | 137    |
| 28   | Radek Houser        | 131    |
| 29   | Alvaro Romero       | 126    |
| 30   | Jarryd Hughes       | 110    |
| 31   | Quentin Sodogas     | 103    |

| Rang | Name              | Punkte |
| ---- | ----------------- | ------ |
| 32   | Tyler Hamel       | 84     |
| 33   | Ken Vuagnoux      | 78     |
| 34   | David Pickl       | 77     |
| 35   | Lukas Pachner     | 58     |
| 36   | Yoshiki Takahara  | 57     |
| 37   | Jan Kubicik       | 56     |
| 38   | Nathan Pare       | 48     |
| 39   | Luca Hämmerle     | 42     |
| 40   | Hagen Kearney     | 39     |
| 41   | Umito Kirchwehm   | 36     |
| 42   | Connor Schlegel   | 33     |
| 43   | Matteo Menconi    | 30     |
| 44   | Huw Nightingale   | 28     |
| 45   | Andreas Kroh      | 28     |
| 46   | Theodore Mclemore | 26     |
| 47   | Martin Nörl       | 26     |
| 48   | Benjamin Gattaz   | 19     |
| 49   | Valerio Jud       | 15     |
| 50   | Guillaume Herpin  | 14     |
| 51   | Michele Godino    | 14     |
| 52   | Bernat Ribera     | 8      |
| 53   | Samuel Sakal      | 7      |
| 54   | Kurt Hoshino      | 4      |
| 55   | Nicola Lubasch    | 4      |
| 56   | Tristan Bell      | 3      |
| 57   | Declan Dent       | 3      |
| 58   | Colby Graham      | 2      |
| 59   | Devin Castello    | 2      |
| 60   | Facundo Pardo     | 2      |
| 61   | Marco Dornhofer   | 1      |

#### Wettbewerbe
| Datum      | Ort               | 1. Platz            | 2. Platz            | 3. Platz            |
| ---------- | ----------------- | ------------------- | ------------------- | ------------------- |
| 03.12.2023 | Les Deux Alpes    | Éliot Grondin       | Alessandro Hämmerle | Lucas Eguibar       |
| 16.12.2023 | Cervinia          | Alessandro Hämmerle | Adam Lambert        | Éliot Grondin       |
| 26.01.2024 | St. Moritz        | Éliot Grondin       | Kalle Koblet        | Omar Visintin       |
| 03.02.2024 | Gudauri           | Éliot Grondin       | Cameron Bolton      | Alessandro Hämmerle |
| 04.02.2024 | Gudauri           | Éliot Grondin       | Cameron Bolton      | Omar Visintin       |
| 02.03.2024 | Sierra Nevada     | Leon Ulbricht       | Éliot Grondin       | Jake Vedder         |
| 03.03.2024 | Sierra Nevada     | Merlin Surget       | Éliot Grondin       | Jakob Dusek         |
| 09.03.2024 | Cortina d’Ampezzo | Éliot Grondin       | Jake Vedder         | Jarryd Hughes       |
| 16.03.2024 | Montafon          | Alessandro Hämmerle | Léo Le Blé Jaques   | Julian Lüftner      |
| 17.03.2024 | Montafon          | Alessandro Hämmerle | Jakob Dusek         | Merlin Surget       |
| 23.03.2024 | Mont Sainte-Anne  | Éliot Grondin       | Cameron Bolton      | Radek Houser        |
| 24.03.2024 | Mont Sainte-Anne  | Éliot Grondin       | Cameron Bolton      | Leon Ulbricht       |

### Frauen

#### Weltcupwertungen
| Rang | Name                            | Punkte |
| ---- | ------------------------------- | ------ |
| 1    | Chloé Trespeuch                 | 792    |
| 2    | Charlotte Bankes                | 757    |
| 3    | Michela Moioli                  | 704    |
| 4    | Josie Baff                      | 608    |
| 5    | Eva Adamczyková                 | 573    |
| 6    | Belle Brockhoff                 | 484    |
| 7    | Lea Casta                       | 417    |
| 8    | Sina Siegenthaler               | 391    |
| 9    | Julia Pereira de Sousa Mabileau | 330    |
| 10   | Stacy Gaskill                   | 325    |
| 11   | Jana Fischer                    | 286    |
| 12   | Lindsey Jacobellis              | 268    |
| 13   | Pia Zerkhold                    | 260    |
| 14   | Zoe Colombier                   | 258    |
| 15   | Manon Petit-Lenoir              | 236    |
| 16   | Meryeta Odine                   | 231    |
| 17   | Aline Albrecht                  | 217    |
| 18   | Sophie Hediger                  | 212    |
| 19   | Mia Clift                       | 203    |
| 20   | Kennedy Justinen                | 140    |
| 21   | Sofia Belingheri                | 138    |
| 22   | Caterina Carpano                | 118    |

| Rang | Name                       | Punkte |
| ---- | -------------------------- | ------ |
| 23   | Sofia Groblechner          | 113    |
| 24   | Runa Suzuki                | 89     |
| 25   | Maja-Li Iafrate Danielsson | 82     |
| 26   | Brianna Schnorrbusch       | 62     |
| 27   | Felicie Leicht             | 51     |
| 28   | Camille Poulat             | 41     |
| 29   | Anouk Dörig                | 39     |
| 30   | Amber Essex                | 34     |
| 31   | Madeline Lochte-Bono       | 29     |
| 32   | Yuka Nakamura              | 27     |
| 33   | Woo Sub-een                | 26     |
| 34   | Marika Savoldelli          | 23     |
| 35   | Blanca Brunner             | 17     |
| 36   | Anais Jouffroy             | 10     |
| 37   | Kata Mandel                | 9      |
| 38   | Karolina Hrusova           | 8      |
| 39   | Francesca Gallina          | 7      |
| 40   | Henrietta Bartalis         | 4      |
| 41   | Remi Yoshida               | 3      |
| 42   | Pang Chuyuan               | 3      |
| 43   | Celia Trinkl               | 2      |

#### Wettbewerbe
| Datum      | Ort               | 1. Platz          | 2. Platz           | 3. Platz         |
| ---------- | ----------------- | ----------------- | ------------------ | ---------------- |
| 03.12.2023 | Les Deux Alpes    | Chloé Trespeuch   | Michela Moioli     | Belle Brockhoff  |
| 16.12.2023 | Cervinia          | Sina Siegenthaler | Belle Brockhoff    | Josie Baff       |
| 26.01.2024 | St. Moritz        | Eva Adamczyková   | Sophie Hediger     | Chloé Trespeuch  |
| 03.02.2024 | Gudauri           | Chloé Trespeuch   | Eva Adamczyková    | Sophie Hediger   |
| 04.02.2024 | Gudauri           | Charlotte Bankes  | Chloé Trespeuch    | Belle Brockhoff  |
| 02.03.2024 | Sierra Nevada     | Charlotte Bankes  | Eva Adamczyková    | Chloé Trespeuch  |
| 03.03.2024 | Sierra Nevada     | Michela Moioli    | Josie Baff         | Charlotte Bankes |
| 09.03.2024 | Cortina d’Ampezzo | Charlotte Bankes  | Eva Adamczyková    | Michela Moioli   |
| 16.03.2024 | Montafon          | Michela Moioli    | Charlotte Bankes   | Josie Baff       |
| 17.03.2024 | Montafon          | Chloé Trespeuch   | Lindsey Jacobellis | Josie Baff       |
| 23.03.2024 | Mont Sainte-Anne  | Charlotte Bankes  | Chloé Trespeuch    | Lea Casta        |
| 24.03.2024 | Mont Sainte-Anne  | Charlotte Bankes  | Michela Moioli     | Josie Baff       |

### Mixed

#### Wettbewerbe
| Datum      | Ort            | 1. Platz                                               | 2. Platz                               | 3. Platz                                         |
| ---------- | -------------- | ------------------------------------------------------ | -------------------------------------- | ------------------------------------------------ |
| 02.12.2023 | Les Deux Alpes | Vereinigtes KönigreichHuw Nightingale Charlotte Bankes | FrankreichLoan Bozzolo Chloé Trespeuch | Vereinigte StaatenJake Vedder Lindsey Jacobellis |
| 17.12.2023 | Cervinia       | ItalienOmar Visintin Michela Moioli                    | FrankreichLoan Bozzolo Chloé Trespeuch | SchweizKalle Koblet Sina Siegenthaler            |

## Freestyle

### Männer

#### Weltcupwertungen
| Rang | Name                | Punkte |
| ---- | ------------------- | ------ |
| 1    | Valentino Guseli    | 350    |
| 2    | Ryoma Kimata        | 340    |
| 3    | Ruka Hirano         | 326    |
| 4    | Liam Brearley       | 311    |
| 5    | Taiga Hasegawa      | 308    |
| 6    | Kira Kimura         | 232    |
| 7    | Shuichiro Shigeno   | 230    |
| 8    | Scotty James        | 229    |
| 9    | Yūto Totsuka        | 229    |
| 10   | Su Yiming           | 225    |
| 11   | Hiroto Ogiwara      | 220    |
| 12   | Lee Chae-un         | 216    |
| 13   | Hiroaki Kunitake    | 192    |
| 14   | Redmond Gerard      | 160    |
| 15   | Chase Josey         | 158    |
| 16   | Yuto Miyamura       | 158    |
| 17   | Ayumu Hirano        | 155    |
| 18   | Kaishu Hirano       | 152    |
| 19   | Nicolas Huber       | 151    |
| 20   | Cameron Spalding    | 150    |
| 21   | Ian Matteoli        | 148    |
| 22   | Nicolas Laframboise | 142    |
| 23   | Sam Vermaat         | 134    |
| 24   | David Hablützel     | 119    |
| 25   | Wang Ziyang         | 113    |
| 26   | Tiarn Collins       | 112    |
| 27   | Jason Wolle         | 103    |
| 28   | Louis Philip Vito   | 101    |
| 29   | Joey Okesson        | 96     |
| 30   | Jonas Hasler        | 89     |
| 31   | Lee Jio             | 86     |
| 32   | Kalle Järvilehto    | 85     |
| 33   | Lyon Farrell        | 85     |
| 34   | Chase Blackwell     | 84     |
| 35   | Romain Allemand     | 80     |
| 36   | Patrick Burgener    | 78     |
| 37   | Takeru Otsuka       | 76     |
| 38   | Ryusei Yamada       | 75     |
| 39   | Liam Gill           | 74     |
| 40   | Lucas Foster        | 73     |
| 41   | Francis Jobin       | 71     |
| 42   | Jake Canter         | 69     |

| Rang | Name                   | Punkte |
| ---- | ---------------------- | ------ |
| 43   | Lee Dong-heon          | 67     |
| 44   | Niek van der Velden    | 66     |
| 45   | Luke Winkelmann        | 63     |
| 46   | Noah Vicktor           | 61     |
| 47   | Nicola Liviero         | 60     |
| 48   | Clemens Millauer       | 58     |
| 49   | Sean FitzSimons        | 56     |
| 50   | Mons Røisland          | 55     |
| 51   | Alessandro Barbieri    | 52     |
| 52   | William Mathisen       | 50     |
| 53   | Joshua Bowman          | 50     |
| 54   | Levko Fedorowycz       | 49     |
| 55   | Tit Stante             | 48     |
| 56   | Oyvind Kirkhus         | 46     |
| 57   | Christoph Lechner      | 44     |
| 58   | Jeremy Denda           | 43     |
| 59   | Moritz Boll            | 42     |
| 60   | Yang Wenlong           | 40     |
| 61   | Marcus Kleveland       | 40     |
| 62   | Enzo Valax             | 37     |
| 63   | Judd Henkes            | 36     |
| 64   | Brock Crouch           | 35     |
| 65   | Fynn Bullock-Womble    | 35     |
| 66   | Dane Menzies           | 34     |
| 67   | Kim Geon-hui           | 34     |
| 68   | Campbell Melville Ives | 33     |
| 69   | Leon Vockensperger     | 31     |
| 70   | Jonas Boesiger         | 30     |
| 71   | Kade Martin            | 30     |
| 72   | Leon Guetl             | 29     |
| 73   | Chris Corning          | 29     |
| 74   | Gian Andrin Biele      | 25     |
| 75   | Florian Lechner        | 25     |
| 76   | Augustinho Teixeira    | 24     |
| 77   | Kim Kang-san           | 24     |
| 78   | Andre Höflich          | 23     |
| 79   | Matija Milenkovic      | 23     |
| 80   | Jakub Hrones           | 22     |
| 81   | Lucas Briggs           | 20     |
| 82   | Ryan Vo                | 19     |
| 83   | Ren Chongshuo          | 18     |
| 84   | Sven Thorgren          | 18     |

| Rang | Name                     | Punkte |
| ---- | ------------------------ | ------ |
| 85   | Gu Ao                    | 16     |
| 86   | Eli Bouchard             | 16     |
| 87   | Joshua Robertson-Hahn    | 16     |
| 88   | Samuel Jaros             | 15     |
| 89   | Sindre Tveiten           | 15     |
| 90   | Naj Mekinc               | 15     |
| 91   | Gao Hongbo               | 14     |
| 92   | Seppe Smits              | 14     |
| 93   | Kiran Pershad            | 14     |
| 94   | Sumner Orr               | 14     |
| 95   | Qi Yuhang                | 14     |
| 96   | Kristian Salac           | 13     |
| 97   | Jan Scherrer             | 13     |
| 98   | Jules de Sloover         | 12     |
| 99   | Elijah Pyle              | 12     |
| 100  | Truth Smith              | 12     |
| 101  | Rene Rinnekangas         | 11     |
| 102  | Huck Palmiter            | 10     |
| 103  | Loris Framarin           | 9      |
| 104  | Jacob Legault            | 9      |
| 105  | Rocco Jamieson           | 8      |
| 105  | Nick Pünter              | 8      |
| 107  | Gabriel Almqvist         | 8      |
| 108  | Darcy Sharpe             | 7      |
| 109  | Zhang Xinhao             | 7      |
| 110  | Noah Avallone            | 6      |
| 111  | Meng Ze                  | 6      |
| 112  | Nicolas Schütz           | 5      |
| 113  | Liam Garandel            | 5      |
| 114  | Dante Brcic              | 4      |
| 115  | Till Strohmeyer          | 4      |
| 116  | Siddhartha Ullah         | 3      |
| 116  | Zephyr Lovelock          | 3      |
| 116  | João Teixeira            | 3      |
| 116  | Federico de la Chiaradio | 3      |
| 120  | Benedikt Bockstaller     | 3      |
| 121  | Anthon Bosch             | 3      |
| 122  | Liam Johnson             | 2      |
| 123  | Jose Antonio Aragon      | 1      |
| 124  | Connor Cavanagh          | 1      |
| 124  | Seamus O’Connor          | 1      |

| Rang | Name              | Punkte |
| ---- | ----------------- | ------ |
| 1.   | Ruka Hirano       | 300    |
| 2.   | Valentino Guseli  | 230    |
| 3.   | Scotty James      | 229    |
| 4.   | Yūto Totsuka      | 229    |
| 5.   | Shuichiro Shigeno | 190    |
| 6.   | Lee Chae-un       | 176    |
| 7.   | Chase Josey       | 158    |
| 8.   | Ayumu Hirano      | 155    |
| 9.   | Kaishu Hirano     | 152    |
| 10.  | Wang Ziyang       | 113    |

| Rang | Name             | Punkte |
| ---- | ---------------- | ------ |
| 1.   | Liam Brearley    | 229    |
| 2.   | Ryoma Kimata     | 180    |
| 3.   | Taiga Hasegawa   | 140    |
| 4,   | Cameron Spalding | 112    |
| 5.   | Tiarm Collins    | 90     |
| 6.   | Romain Allemand  | 80     |
| 7.   | Hiroto Ogiwara   | 80     |
| 8.   | Valentino Guseli | 78     |
| 9.   | Ian Matteoli     | 74     |
| 10.  | Francis Jobin    | 71     |

| Rang | Name                | Punkte |
| ---- | ------------------- | ------ |
| 1.   | Kira Kimura         | 196    |
| 2.   | Su Yiming           | 180    |
| 3.   | Taiga Hasegawa      | 168    |
| 4.   | Ryoma Kimata        | 160    |
| 5.   | Hiroaki Kunitake    | 148    |
| 6.   | Hiroto Ogiwara      | 143    |
| 7.   | Redmond Gerard      | 120    |
| 8.   | Yuto Miyamura       | 118    |
| 9.   | Nicolas Laframboise | 115    |
| 10.  | Sam Vermaat         | 110    |

#### Halfpipe
| Datum      | Ort              | 1. Platz         | 2. Platz         | 3. Platz          |
| ---------- | ---------------- | ---------------- | ---------------- | ----------------- |
| 08.12.2023 | Secret Garden    | Scotty James     | Ruka Hirano      | Lee Chae-un       |
| 16.12.2023 | Copper Mountain  | Ayumu Hirano     | Lee Chae-un      | Yūto Totsuka      |
| 20.01.2024 | Laax             | Scotty James     | Valentino Guseli | Ruka Hirano       |
| 03.02.2024 | Mammoth Mountain | Yūto Totsuka     | Ruka Hirano      | Kaishu Hirano     |
| 10.02.2024 | Calgary          | Valentino Guseli | Ruka Hirano      | Shuichiro Shigeno |

#### Slopestyle
| Datum      | Ort              | 1. Platz      | 2. Platz        | 3. Platz         |
| ---------- | ---------------- | ------------- | --------------- | ---------------- |
| 20.01.2024 | Laax             | Liam Brearley | Ryoma Kimata    | Cameron Spalding |
| 02.02.2024 | Mammoth Mountain | Abgesagt.     | Abgesagt.       | Abgesagt.        |
| 11.02.2024 | Calgary          | Abgesagt.     | Abgesagt.       | Abgesagt.        |
| 15.03.2024 | Tignes           | Ryoma Kimata  | Romain Allemand | Taiga Hasegawa   |
| 23.03.2024 | Silvaplana       | Liam Brearley | Taiga Hasegawa  | Valentino Guseli |

#### Big Air
| Datum      | Ort             | 1. Platz         | 2. Platz     | 3. Platz       |
| ---------- | --------------- | ---------------- | ------------ | -------------- |
| 21.10.2023 | Chur            | Hiroto Ogiwara   | Kira Kimura  | Takeru Otsuka  |
| 02.12.2023 | Peking          | Su Yiming        | Ryoma Kimata | Kira Kimura    |
| 09.12.2023 | Edmonton        | Taiga Hasegawa   | Su Yiming    | Redmond Gerard |
| 15.12.2023 | Copper Mountain | Hiroaki Kunitake | Sam Vermaat  | Redmond Gerard |

### Frauen

#### Weltcupwertungen
| Rang | Name                 | Punkte |
| ---- | -------------------- | ------ |
| 1    | Kokomo Murase        | 425    |
| 2    | Mitsuki Ono          | 380    |
| 3    | Reira Iwabuchi       | 366    |
| 4    | Miyabi Onitsuka      | 305    |
| 5    | Maddie Mastro        | 292    |
| 6    | Mia Brookes          | 282    |
| 7    | Anna Gasser          | 280    |
| 8    | Bea Kim              | 280    |
| 9    | Laurie Blouin        | 267    |
| 10   | Mari Fukada          | 235    |
| 11   | Sena Tomita          | 208    |
| 12   | Annika Morgan        | 173    |
| 13   | Berenice Wicki       | 171    |
| 14   | Brooke D'Hondt       | 171    |
| 15   | Jasmine Baird        | 165    |
| 16   | Evy Poppe            | 158    |
| 17   | Choi Ga-on           | 140    |
| 18   | Julia Marino         | 136    |
| 19   | Ruki Tomita          | 132    |
| 20   | Tess Coady           | 130    |
| 21   | Šárka Pančochová     | 127    |
| 22   | Liu Jiayu            | 125    |
| 23   | Hanne Eilertsen      | 124    |
| 24   | Kinsley White        | 110    |
| 25   | Zoi Sadowski-Synnott | 100    |
| 25   | Cai Xuetong          | 100    |
| 27   | Sonora Alba          | 100    |
| 28   | Emily Arthur         | 96     |
| 29   | Hailey Langland      | 94     |

| Rang | Name              | Punkte |
| ---- | ----------------- | ------ |
| 30   | Kamilla Kozuback  | 91     |
| 31   | Queralt Castellet | 90     |
| 32   | Chloe Kim         | 76     |
| 33   | Juliette Pelchat  | 71     |
| 34   | Zoe Kalapos       | 70     |
| 35   | Yang Lu           | 67     |
| 36   | Melissa Peperkamp | 62     |
| 37   | Isabelle Lötscher | 61     |
| 38   | Meila Stalker     | 60     |
| 39   | Eveliina Taka     | 58     |
| 40   | Urška Pribošič    | 56     |
| 41   | Lea Jugovac       | 51     |
| 42   | Romy van Vreden   | 51     |
| 43   | Rebecca Flynn     | 50     |
| 44   | Ariane Burri      | 46     |
| 45   | Felicity Geremia  | 45     |
| 46   | Emeraude Maheux   | 41     |
| 47   | Jenna Walker      | 40     |
| 48   | Kaitlyn Adams     | 39     |
| 49   | Qiu Leng          | 36     |
| 50   | Rori Avelar       | 36     |
| 51   | Ai Yanyi          | 35     |
| 52   | Kona Ettel        | 35     |
| 52   | Liu Yibo          | 35     |
| 54   | Matilde Pizzutto  | 34     |
| 55   | Zoe Guerrero      | 33     |
| 56   | Marilu Poluzzi    | 32     |
| 57   | Jia Lulu          | 30     |
| 58   | Telma Sarkipaju   | 29     |

| Rang | Name                    | Punkte |
| ---- | ----------------------- | ------ |
| 58   | Cool Wakushima          | 29     |
| 60   | Lee Na-yoon             | 28     |
| 61   | Lily-Ann Ulmer          | 27     |
| 62   | Marlo Macmillan         | 27     |
| 63   | Soha Janett             | 26     |
| 64   | Emma Gennero            | 25     |
| 64   | Wang Jingjing           | 25     |
| 66   | Anne Hedrich            | 25     |
| 67   | Gabriella Holden        | 25     |
| 68   | Fanny Piantanida Chiesa | 24     |
| 69   | Maria Hidalgo           | 23     |
| 70   | Katie Ormerod           | 22     |
| 71   | Courtney Rummel         | 22     |
| 72   | Barrett Hendrix         | 20     |
| 73   | Leilani Ettel           | 18     |
| 74   | Sascha Elvy             | 18     |
| 74   | Lena Müller             | 18     |
| 76   | Maisie Hill             | 16     |
| 76   | Misaki Vaughan          | 16     |
| 78   | Lola Cowan              | 15     |
| 79   | Kristina Holzfeind      | 14     |
| 79   | Song Yuyang             | 14     |
| 81   | Lucia Georgalli         | 13     |
| 81   | Hanna Karrer            | 13     |
| 83   | Kaylie Neal             | 11     |
| 84   | Veda Hallen             | 9      |
| 85   | Mona Danuser            | 3      |

| Rang | Name           | Punkte |
| ---- | -------------- | ------ |
| 1.   | Mitsuki Ono    | 380    |
| 2.   | Maddie Mastro  | 260    |
| 3.   | Bea Kim        | 230    |
| 4.   | Sena Tomita    | 208    |
| 5.   | Brooke D'Hondt | 149    |
| 6.   | Berenice Wicki | 147    |
| 7.   | Choi Ga-on     | 140    |
| 8.   | Ruki Tomita    | 132    |
| 9.   | Liu Jiayu      | 125    |
| 10.  | Cai Xuetong    | 100    |

| Rang | Name             | Punkte |
| ---- | ---------------- | ------ |
| 1.   | Kokomo Murase    | 225    |
| 2.   | Reira Iwabuchi   | 160    |
| 3.   | Annika Morgan    | 144    |
| 4.   | Laurie Blouin    | 140    |
| 5.   | Miyabi Onitsuka  | 139    |
| 6.   | Anna Gasser      | 120    |
| 7.   | Julia Marino     | 100    |
| 8.   | Evy Poppe        | 100    |
| 9.   | Hanne Eilertsen  | 80     |
| 10.  | Šárka Pančochová | 75     |

| Rang | Name                 | Punkte |
| ---- | -------------------- | ------ |
| 1.   | Mia Brookes          | 250    |
| 2.   | Mari Fukuda          | 215    |
| 3.   | Reira Iwabuchi       | 206    |
| 4.   | Kokomo Murase        | 200    |
| 5.   | Miyabi Onitsuka      | 180    |
| 6.   | Anna Gasser          | 160    |
| 7.   | Laurie Blouin        | 127    |
| 8.   | Jasmine Baird        | 104    |
| 9.   | Zoi Sadowski-Synnott | 100    |
| 10.  | Tess Coady           | 80     |

#### Halfpipe
| Datum      | Ort              | 1. Platz    | 2. Platz      | 3. Platz      |
| ---------- | ---------------- | ----------- | ------------- | ------------- |
| 08.12.2023 | Secret Garden    | Cai Xuetong | Liu Jiayu     | Maddie Mastro |
| 16.12.2023 | Copper Mountain  | Choi Ga-on  | Mitsuki Ono   | Maddie Mastro |
| 20.01.2024 | Laax             | Mitsuki Ono | Bea Kim       | Ruki Tomita   |
| 03.02.2024 | Mammoth Mountain | Mitsuki Ono | Sena Tomita   | Maddie Mastro |
| 10.02.2024 | Calgary          | Mitsuki Ono | Maddie Mastro | Sena Tomita   |

#### Slopestyle
| Datum      | Ort              | 1. Platz       | 2. Platz        | 3. Platz       |
| ---------- | ---------------- | -------------- | --------------- | -------------- |
| 20.01.2024 | Laax             | Julia Marino   | Annika Morgan   | Anna Gasser    |
| 02.02.2024 | Mammoth Mountain | Abgesagt.      | Abgesagt.       | Abgesagt.      |
| 11.02.2024 | Calgary          | Abgesagt.      | Abgesagt.       | Abgesagt.      |
| 15.03.2024 | Tignes           | Kokomo Murase  | Miyabi Onitsuka | Reira Iwabuchi |
| 23.03.2024 | Silvaplana       | Reira Iwabuchi | Kokomo Murase   | Anna Gasser    |

#### Big Air
| Datum      | Ort             | 1. Platz             | 2. Platz       | 3. Platz        |
| ---------- | --------------- | -------------------- | -------------- | --------------- |
| 21.10.2023 | Chur            | Kokomo Murase        | Reira Iwabuchi | Mia Brookes     |
| 02.12.2023 | Peking          | Anna Gasser          | Tess Coady     | Miyabi Onitsuka |
| 09.12.2023 | Edmonton        | Zoi Sadowski Synnott | Mia Brookes    | Anna Gasser     |
| 15.12.2023 | Copper Mountain | Kokomo Murase        | Mari Fukada    | Mia Brookes     |